# Querétaro
Querétaro (formelt navn: Querétaro de Arteaga) er en delstat i det centrale Mexico. Mod nord deler staten grænse med San Luis Potosí, mod øst med Guanajuato, mod vest med Hidalgo, mod sydøst med delstaten Mexico og mod sydvest med Michoacán. Arealet er 11.978 km². Ved folketællingen i 2000 havde delstaten 1.404.306 indbyggere. ISO 3166-2 er MX-QUE.
Statens hovedstaden er byen Santiago de Querétaro, som ofte omtales som blot "Querétaro", og ligger cirka 200 km nordøst for Mexico City. Den er kendt for sin arkitektur fra kolonitiden.
1. ↑  www.inegi.org.mx (fra Wikidata).